# El hombre de la máscara de hierro
El hombre de la máscara de hierro es un misterioso personaje francés de los siglos XVII-XVIII, que fue encarcelado por razones desconocidas en la prisión de la Bastilla. Mientras estuvo en prisión su rostro fue cubierto con una máscara probablemente hecha de terciopelo, aunque la leyenda dice que era de hierro. El filósofo de la Ilustración Voltaire hizo la primera referencia a su existencia con su obra El siglo de Luis XIV.

## La historia
Diversos historiadores y escritores han relatado cómo fue la misteriosa vida del «hombre de la máscara de hierro». El principal fue Voltaire quien, estando en la Bastilla en calidad de reo por una lettre de cachet u orden reservada, escuchó narraciones de presos más antiguos que hablaban de la existencia del misterioso personaje en esa misma condición de prisión alegal y sin proceso judicial. Según la leyenda, el personaje murió en 1703 y fue enterrado en el cementerio de San Pablo, en París, con el seudónimo de Marchiali, pero su verdadero nombre y las razones por las cuales había sido encerrado eran considerados secreto de Estado.
Otra referencia es la de Alejandro Dumas, quien en el siglo XIX, en su novela El vizconde de Bragelonne, se ocuparía del asunto. Narra que el «hombre de la máscara de hierro» probablemente era un hermano gemelo de Luis XIV de Francia, que disputaría su derecho al trono; a lo que le añadió la imaginación popular al asunto.
Otros lo consideran origen de una relación entre Ana de Austria y el Cardenal Mazarino, o como hijo fuera del matrimonio de Carlos I de Inglaterra. Con el tiempo, tales argumentos contribuyeron a abonar el mito de su existencia.

## La leyenda
Según Voltaire, el «hombre de la máscara de hierro» era un joven alto y hermoso, de buena obediencia y a quien no se le negaba nada de lo que pedía en la Bastilla y en otras prisiones. Se le daba la mejor cena y el alguacil se reunía alguna que otra vez con el personaje. Además, le agradaban los vestidos finos y los encajes y le gustaba tocar la guitarra. Habría sido alimentado por un sordomudo. Tenía prohibido el contacto con el personal de la prisión y debía tener puesta la máscara todo el tiempo.

## Hechos

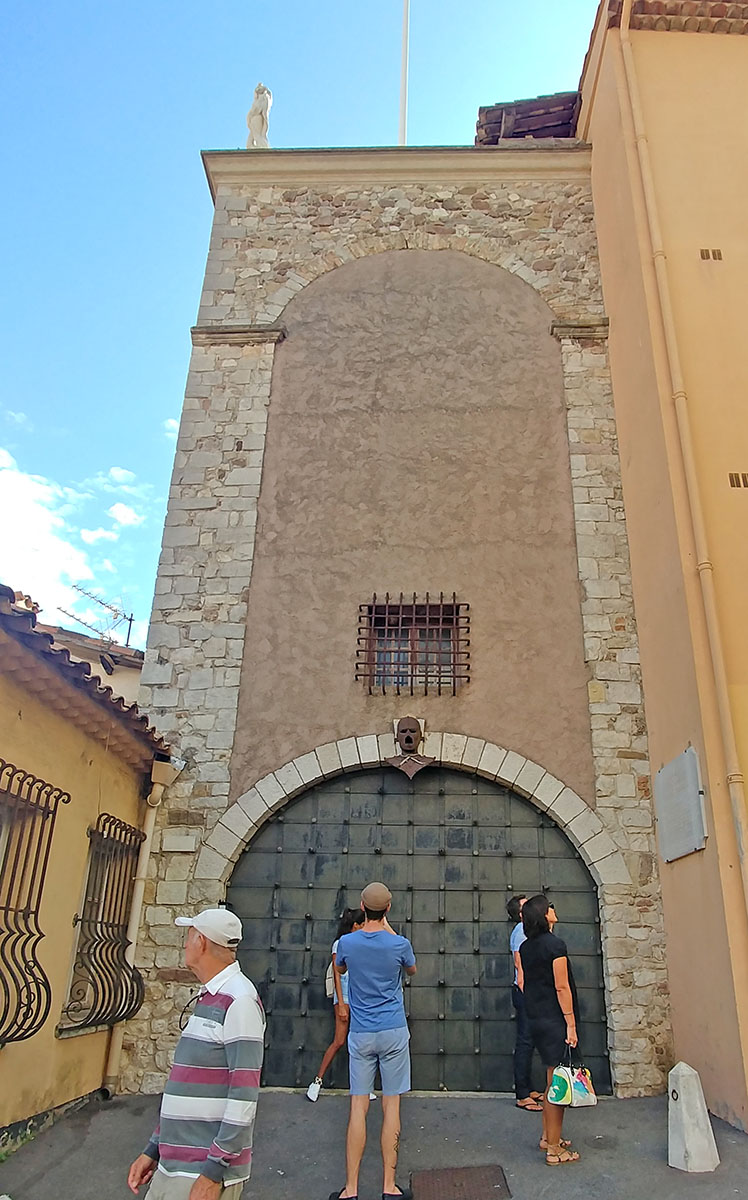
Último refugio del hombre de la máscara de hierro en Cannes, Francia

Los registros preservados de la Bastilla dan cuenta de un hombre misterioso que estuvo prisionero durante décadas. Su custodio era Benigno de Saint-Mars, quien ejercía como gobernador penitenciario de Pignerol. Estando ahí ya tenía al prisionero a su cuidado, y lo llevó consigo cuando fue cambiado de jurisdicción a la Isla Santa Margarita, localizada cerca de Cannes.
Cuando fue nombrado gobernador de la Bastilla en 1698, de Saint-Mars llevaba dos prisioneros, uno de los cuales era el hombre de la máscara de hierro.

## Teorías al respecto
Una multitud de personajes fueron, en un cierto momento, los «hombres de la máscara de hierro», pero diversas investigaciones acabaron por descartarlos debido a pruebas que permitían determinar su verdadera existencia. Algunos de ellos son:
- Un hermano gemelo de Luis XIV.
- Un hermano mayor extramatrimonial de Luis XIV.
- Molière, el dramaturgo francés.
- Nicolás Fouquet, ministro de finanzas de Luis XIV.
- Mathiolli, un estafador.
- Dubreuil, un espía de confianza y que por un fiasco terminó condenado.
- Eustache D'Auger, arrestado por razones desconocidas.

### D’Artagnan
Para el historiador inglés Roger MacDonald, autor de La máscara de hierro, La verdadera historia de D'Artagnan y Los tres mosqueteros, (ed. Crítica 2006), el hombre de la máscara de hierro sería el mosquetero D'Artagnan. Herido en Maastricht en 1673, habría sido enviado a la prisión de Pignerol, donde la máscara lo habría ocultado a los ojos de los mosqueteros que lo vigilaban. La prueba, según MacDonald, sería el libro Mémoires de M. D'Artagnan, escrito por Gatien de Courtilz de Sandras (1644-1712), quien pasó nueve años en la Bastilla entre 1702 y 1711 coincidiendo con D'Artagnan. MacDonald cree que la fuente de Courtilz fue el propio mosquetero.

### Vivien de Bulonde
En 1890 llegaron a manos de Louis Gendron, un historiador militar francés, algunas cartas codificadas que pasó a Étienne Bazeries, del departamento de criptografía del ejército francés. Después de tres años, Bazeries pudo leer algunos de los mensajes en el Gran Cifrado de Luis XIV. Uno de ellos se refería a un prisionero a quien identificaba como el general Vivien de Bulonde. Una de las cartas escritas por François de Louvois hacía referencia específica al crimen de Bulonde:
En el sitio de Cuneo, de Bulonde estaba preocupado por la llegada de tropas enemigas desde Austria y ordenó una apresurada retirada, dejando tras de sí sus municiones y hombres heridos. Luis XIV estaba furioso, y en otra de las cartas ordenó específicamente que a de Bulonde «se lo conduzca a la fortaleza de Pignerole, donde debe ser encerrado en una celda y custodiado en la noche, y se le permitirá caminar por las almenas durante el día con una máscara puesta». Las fechas de las cartas se ajustan a las fechas de los registros originales sobre el hombre de la máscara de hierro.

### Eustache D'Auger
De acuerdo con una teoría presentada en 1890 por Jules Lair, la cual se basa en las cartas enviadas entre Luis XIV, el ministro de guerra francés Louvois y un carcelero llamado Benigno de Saint-Mars, el "hombre de la máscara de hierro" habría sido un humilde prisionero llamado Eustache D'Auger, quien a fines de 1669 fue arrestado por orden de Luis XIV y llevado a la fortaleza de Pignerol en los Alpes italianos. Se presume que la causa del arresto habría sido el conocimiento de algún secreto de Estado altamente sensible. Louvois describe a Eustache en sus cartas como "solo un ayuda de cámara", y, a diferencia de la historia de Dumas, éste habría sido obligado a usar una máscara de terciopelo negro (no de hierro) y únicamente cuando algún espectador podía verlo, pero no de forma permanente. Cuando Louvois murió en 1691 y fue reemplazado en el ministerio de guerra por su hijo, el marqués de Barbezieux, el nuevo secretario no sabía quién era Eustache ni por qué lo habían encarcelado, perdiendo así la importancia que alguna vez tuvo. Sin embargo, en un intento por preservar su condición de carcelero, Saint-Mars se habría encargado de exagerar la importancia de Eustache al dejar que la gente creyera que estaba custodiando a un prisionero secreto, obligándolo a usar una máscara en cada oportunidad en que era trasladado a otra prisión para avivar el misterio en torno al prisionero y, por lo tanto, aumentar su propio prestigio. En muchos sentidos, la leyenda del hombre de la máscara de hierro habría sido la invención de Saint-Mars.

## Cine y literatura
Para estimular más la imaginación con respecto al "hombre de la máscara de hierro", en la literatura se le menciona en la obra de Alejandro Dumas: El vizconde de Bragelonne (siglo XIX), tercer y último libro de la saga de Los tres mosqueteros, siendo desarrollado también el personaje, de manera íntegra, por Dumas en el ensayo titulado "El hombre de la máscara de hierro" (en Crímenes célebres), que más adelante se editaría por separado como libro.
En el cine se han rodado varias películas sobre este tema. La más reciente data de 1998.
| Año  | Título                                                       | Director              | Protagonista        | Producción     |
| ---- | ------------------------------------------------------------ | --------------------- | ------------------- | -------------- |
| 1929 | La máscara de hierro (The Iron Mask)                         | Allan Dwan            | William Bakewell    | Estados Unidos |
| 1939 | La máscara de hierro (The Man in the Iron Mask)              | James Whale           | Louis Hayward       | Estados Unidos |
| 1943 | El hombre de la máscara de hierro                            | Marco Aurelio Galindo | José Cibrián        | México         |
| 1960 | El hombre de la máscara de hierro                            |                       |                     | Venezuela      |
| 1960 | La máscara de hierro                                         | Joselito Rodríguez    | Luis Aguilar        | México         |
| 1962 | La máscara de hierro (Le masque de fer)                      | Henri Decoin          | Jean Marais         | Francia/Italia |
| 1977 | La máscara de hierro (The Man in the Iron Mask)              | Mike Newell           | Richard Chamberlain | Reino Unido    |
| 1998 | El hombre de la máscara de hierro (The Man in the Iron Mask) | Randall Wallace       | Leonardo DiCaprio   | Estados Unidos |